# Playmate

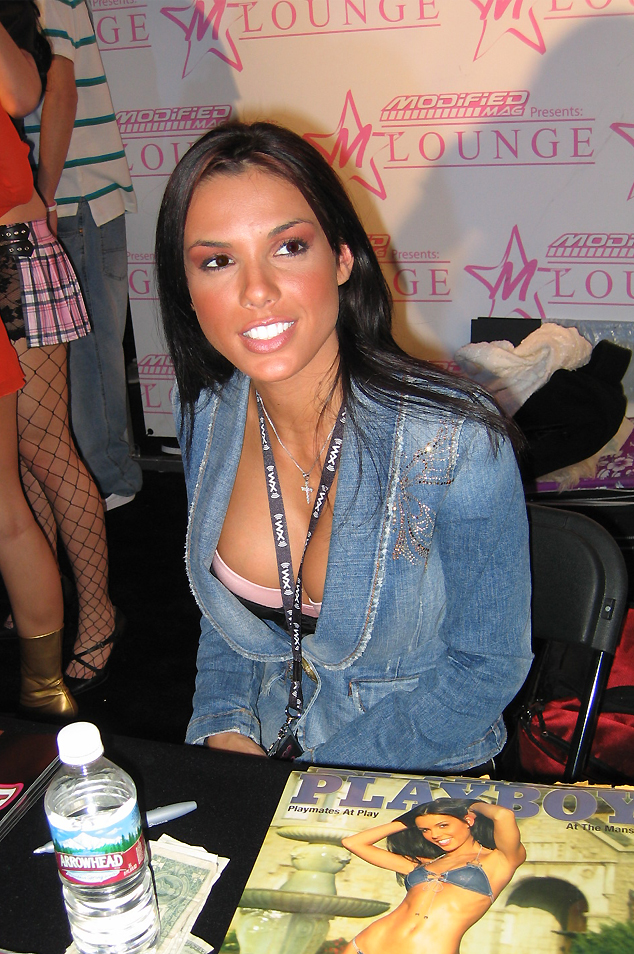
Carmella DeCesare, Playmate de l'Any 2004 (April 2006)

Una playmate és una model femenina que apareix al poster central/ portada de la revista  Playboy  com a Playmate of the Month (PMOM). La imatge del PMOM inclou fotografies de nus i un pòster central, juntament amb una biografia pictòrica i la "Fitxa de dades de Playmate", que enumera la seva data de naixement, mesures, motivacions i desmotivacions. A finals d'any, un dels 12 playmates del mes és nomenada Playmate of the Year (PMOY). Cada Playmate del mes rep un premi de 25.000 dòlars dels Estats Units i cada Playmate de l'any rep un premi addicional de 100.000 dòlars dels Estats Units més un cotxe (específicament, un lloguer a curt termini d'un cotxe) i altres obsequis discrecionals. A més, les playmates d'aniversari solen ser escollides per celebrar una fita anual de la revista.

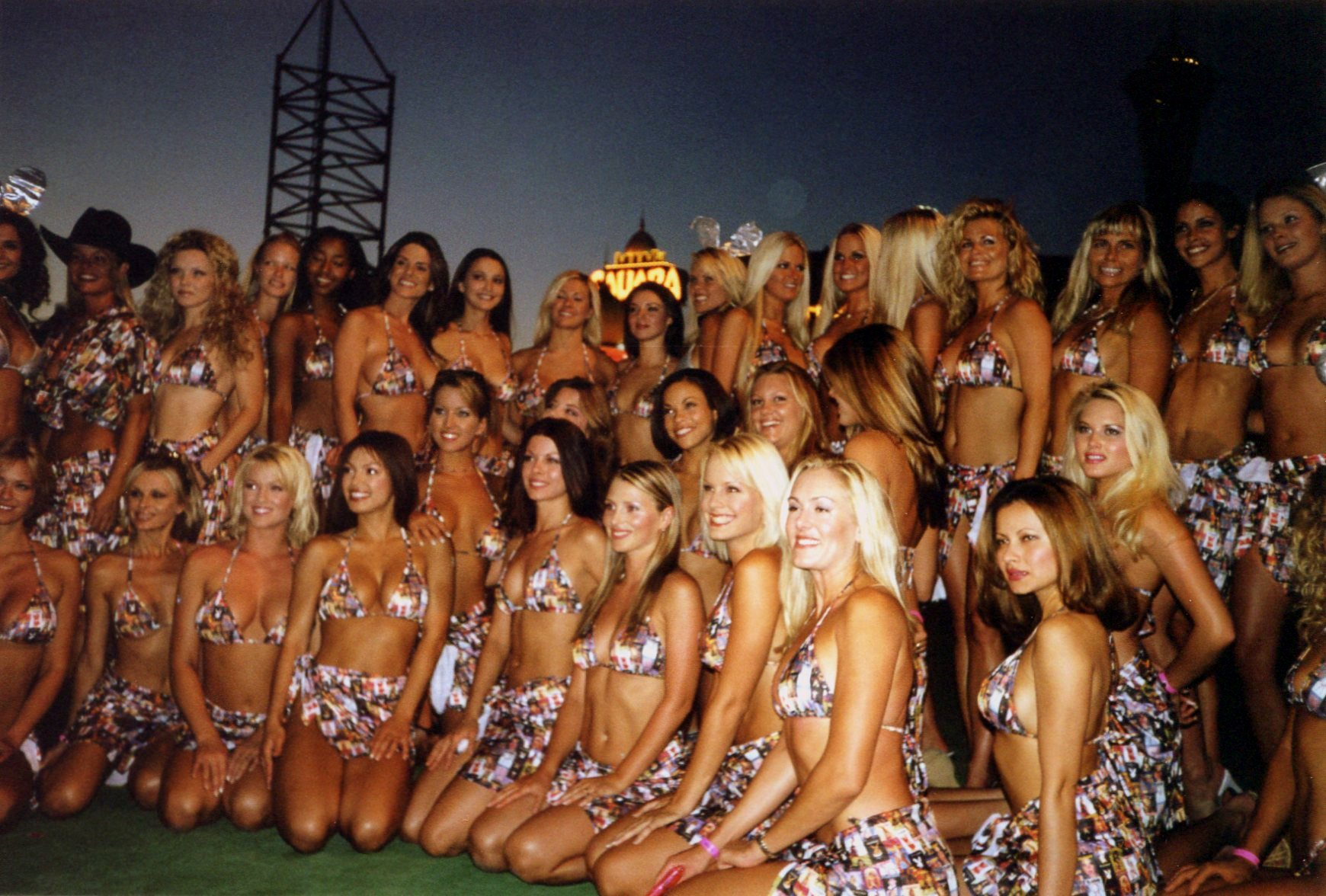
Reunió de playmates de l'any (2000)

Playboy anima les playmates potencials a enviar fotos amb un posat "girl next door" perquè es considerin; d'altres poden poden enviar fotos de les candidates a Playmate i poden ser elegibles per a una tarifa de cercador si se selecciona el seu model. A més, es fan "casting calls" regularment a les principals ciutats dels Estats Units per oferir oportunitats a les dones de provar "Playboy". Fins just abans de la mort de Hugh Hefner, va seleccionar personalment cada playmate del mes i cada playmate de l'any, tenint en compte una enquesta anual dels lectors.
L'última Playmate del Mes es va publicar digitalment el desembre del 2020. Playboy també va acabar amb el títol de Playmate de l'any el 2020, en lloc d'atorgar a totes les Playmates del 2019 el títol compartit de Playmates de l'any. Totes les Playmates del 2020 van rebre superlatius de l'anuari en lloc d'un títol PMOY.
El 2021, Playboy va publicar digitalment dos Playmates trimestrals. No s'ha publicat cap playmate des de Miss Primavera 2021, Hailee Lautenbach.
Segons Playboy, no existeix un antic Playmate perquè "Una vegada ets playmate, sempre ets playmate".

## Història
Marilyn Monroe, que va aparèixer al primer número, va ser l'única que va aparèixer com a "Sweetheart of the Month". La primera model anomenada Playmate del Mes va ser Margie Harrison, Miss gener de 1954, al segon número de Playboy. En general, una dona només pot aparèixer una vegada com a Playmate, però en els primers anys de la revista, algunes models van aparèixer diverses vegades. Marilyn Waltz (febrer de 1954, abril de 1954, abril de 1955 la seva primera aparició va ser com Margaret Scott) i Janet Pilgrim (juliol de 1955, desembre de 1955 i octubre de 1956) estan empatats a la majoria d'aparicions. Margie Harrison (gener de 1954, juny de 1954) i Marguerite Empey (maig de 1955, febrer de 1956) són les úniques altres dones que apareixen més d'una vegada com a playmates.

### Nuesa menor d'edat
D'acord amb la llei actual a la majoria de jurisdiccions dels EUA, publicar fotos nues d'una model menor de 18 anys seria un delicte. Tanmateix, en els primers anys de la revista, les lleis sobre corrupció d'un menor estaven menys consolidades. Diverses playmates com Nancy Crawford (abril de 1959), Donna Michelle (desembre de 1963), Linda Moon (octubre de 1966), Patti Reynolds (setembre de 1965) i Teddi Smith (juliol de 1960) van posar quan tenien 17 anys. Elizabeth Ann Roberts (gener de 1958) la imatge de la qual es deia "Schoolmate Playmate" va posar quan ella tenia 16 anys. Com a resultat, Hugh Hefner i la mare de Roberts van ser arrestats, però el cas es va arxivar posteriorment perquè la mare de Roberts havia signat una declaració dient que la seva filla tenia 18 anys abans de la sessió de fotos. El 1977 Ursula Buchfellner va posar per a l'edició alemanya de Playboy quan tenia 16 anys i posteriorment va posar per l'edició americana (octubre de 1979) quan tenia 18 anys. Les bessones holandeses de Playmate Karin i Mirjam van Breeschooten van aparèixer als 17 anys l'edició al seu país de Playboy el juny de 1988; als 18 anys, eren Misses September 1989 en la versió nord-americana.
Algunes dones s'han convertit en Playmates als 30 anys. Dolores Donlon (agost de 1957) és la Playmate més gran fins ara, apareix a la seva sessió als 36 anys.

### Playmates pioneres
- Primera playmate: Margie Harrison (Miss gener de 1954) al segon número de Playboy. Marilyn Monroe, que va aparèixer al primer número, va ser l'única que va aparèixer com a "Sweetheart del mes".
- Primera playmate escollida tres vegades: Marilyn Waltz (Miss febrer de 1954, abril de 1954 i abril de 1955; la seva primera aparició va ser com Margaret Scott)

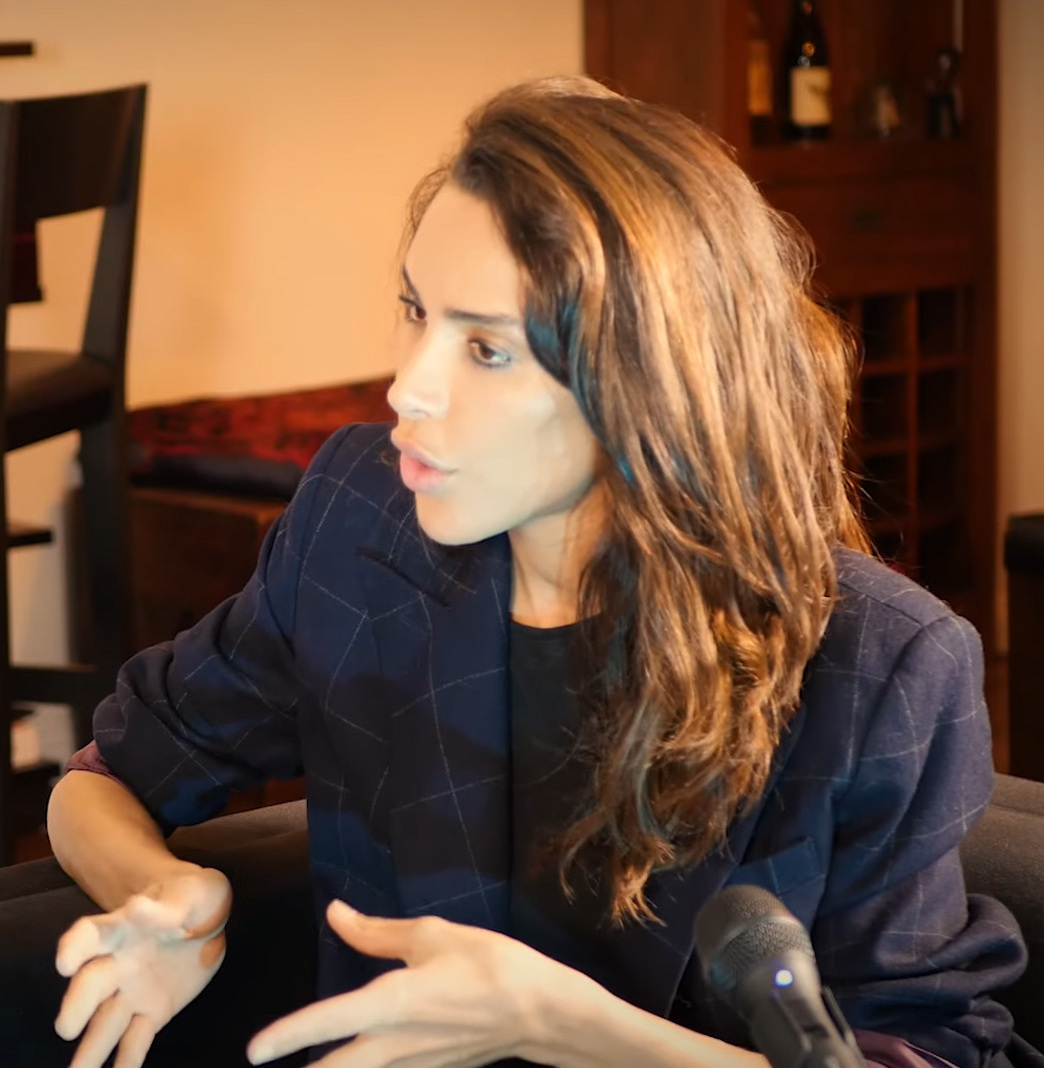
Inès Rau

- Primer i únic mes entre 1954 i 2020 en no tenir un Playmate març de 1955 (cap número publicat)
- Primera pàgina central (dues pàgines): Janet Pilgrim (Miss July 1955)
- Primer desplegable central (tres pàgines): Marian Stafford (Miss March 1956)
- Primera playmate nascuda a l'estranger: Marion Scott (Miss May 1956) va néixer a Alemanya.
- La playmate més jove mai presentada: Elizabeth Ann Roberts (Miss gener de 1958) va aparèixer als 16 anys.
- Primer número amb dos Playmates (dos en el mateix mes, en fotos separades):  Pat Sheehan i Mara Corday (Misses octubre de 1958)
- Primera playmate que es va convertir en la playmate de l'any (1960): Ellen Stratton (Miss desembre de 1959)
- Primera playmate asiàtico-estatunidenca: China Lee (Miss August 1964)
- Primera playmate afroamericana: Jennifer Jackson (Miss March 1965)
- Les primeres bessones Playmates Mary Collinson i Madeleine Collinson (Miss Octubre de 1970)
- Primer Playmate que mostra clarament visible el pèl púbic: Liv Lindeland (Miss gener de 1971)
- Primera playmate que posa amb nuesa frontal completa: Marilyn Cole (Miss gener de 1972)
- Primer Playmate que posa per a un ple central nu frontal complet amb pèl púbic sencer clarament visible: Bonnie Large (Miss March 1973)
- Primera playmate llatinoamericana: Ester Cordet (Miss Octubre de 1974) era de Panamà.
- Cosins germànics per ser playmate: Elaine Morton (Miss June 1970) i Karen Elaine Morton (Miss July 1978)
- Primera vídeo Playmate (1982): Lonny Chin també va ser la pàgina central de la revista al número de gener de 1983.
- Primeres mare i filla que van ser Playmates: Carol Eden (Miss desembre de 1960) i la seva filla Simone Eden (Miss febrer de 1989)
- Primera playmate afroamericana de l'any: Renee Tenison (1990 i Miss novembre de 1989)
- Primers trigèmines que van ser playmate: Nicole, Erica i Jaclyn Dahm (Misses desembre 1998)
- Primera playmate que posa amb la zona púbica rapada: Dalene Kurtis (Miss September 2001)
- Primera mexicana-americana playmate de l'any: Raquel Pomplun (2013 i Miss abril 2012)[5]
- Primera Playmate obertament transgènere: Ines Rau (Miss November 2017)[6][7][8]
- Primera playmate amputada: Marsha Elle (Miss April 2020)[9]

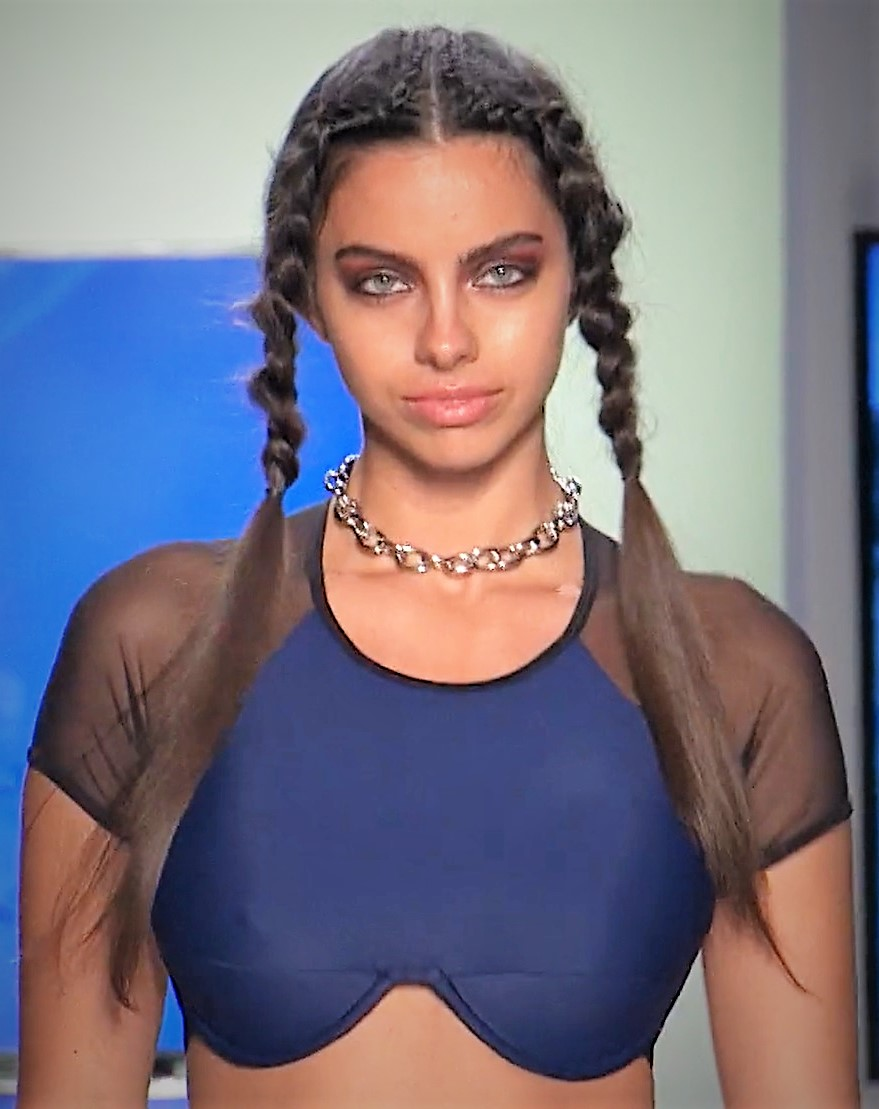
Priscilla Huggins al New York Fashion Week 2018

- Primera playmate només digital: Priscilla Huggins (Miss July 2020)[10][11]
- Primera playmate trimestral: Isabela Guedes (Miss Winter 2021)

## Playmate de l'any
Als primers dies de Playboy, no hi havia cap premi oficial per la Playmate més popular al final de cada any. Encara que el febrer de 1954 la playmate Marilyn Waltz va guanyar molta popularitat, rebent més correu de fan que qualsevol altre Playmate aquell any, no va ser coronada PMOY. Tampoc ho va ser el desembre de 1956 la Playmate Lisa Winters, que va ser anomenada Playmate of the Year, però tècnicament no va ser coronada com a tal (provocant certa controvèrsia pel que fa a la semàntica); i, tot i que Joyce Nizzari, Miss desembre de 1958, va ser nomenada la Playmate "més popular" de 1958, el concurs PMOY va ser primer guanyat oficialment el 1960 per Miss desembre de 1959, Ellen Stratton. El PMOY de 2009, Ida Ljungqvist, va ser el 50è PMOY i la segona model d'ascendència africana a guanyar el títol, el primer va ser Renee Tenison.
Un PMOY fa la seva aparició l'any següent a la seva primera aparició com a PMOM. Aquesta característica es publica normalment al número de juny, tot i que de vegades s'ha publicat al número de maig o juliol. Fins al 2003, la Playmate of the Year de cada any apareixia habitualment a la portada del seu número PMOY, en el qual apareix la seva imatge PMOY. No obstant això, del 2003 al 2005, les PMOY no van aparèixer a les portades dels seus números PMOY, i la PMOY del 2007 Sara Jean Underwood tampoc. En canvi, a les portades van aparèixer celebritats que apareixien a les imatges de celebritats dels números PMOY. La PMOY de 2010, Hope Dworaczyk, sí que va aparèixer a la portada, i va ser la primer model que va ser objecte d'una fotografia centerfold tridimensional Playboy

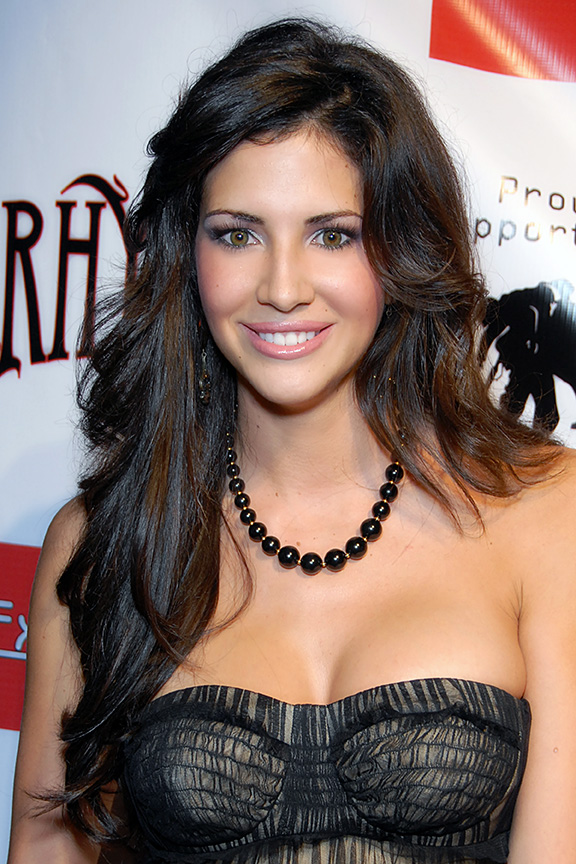
Hope Dworaczyk (2009)

L'edat mitjana d'una playmate de l'any, 23,5 anys, és lleugerament superior a la d'una playmate del mes, 22,4 anys.
El 1964, amb 18 anys, Donna Michelle es va convertir en la PMOY més jove de la història. Jo Collins (1965) i Christa Speck (1962) ambdues tenien 19 anys. Sharon Clark (1971), Karen McDougal (1998) i Ida Ljungqvist (2009) es van convertir en PMOY als 27 anys. Només tres dones es van convertir en PMOY als 30 anys: Tiffany Fallon (2005) als 31, Kathy Shower (1986) als 33 i Eugena Washington (2016) als 31.

## Notables playmates

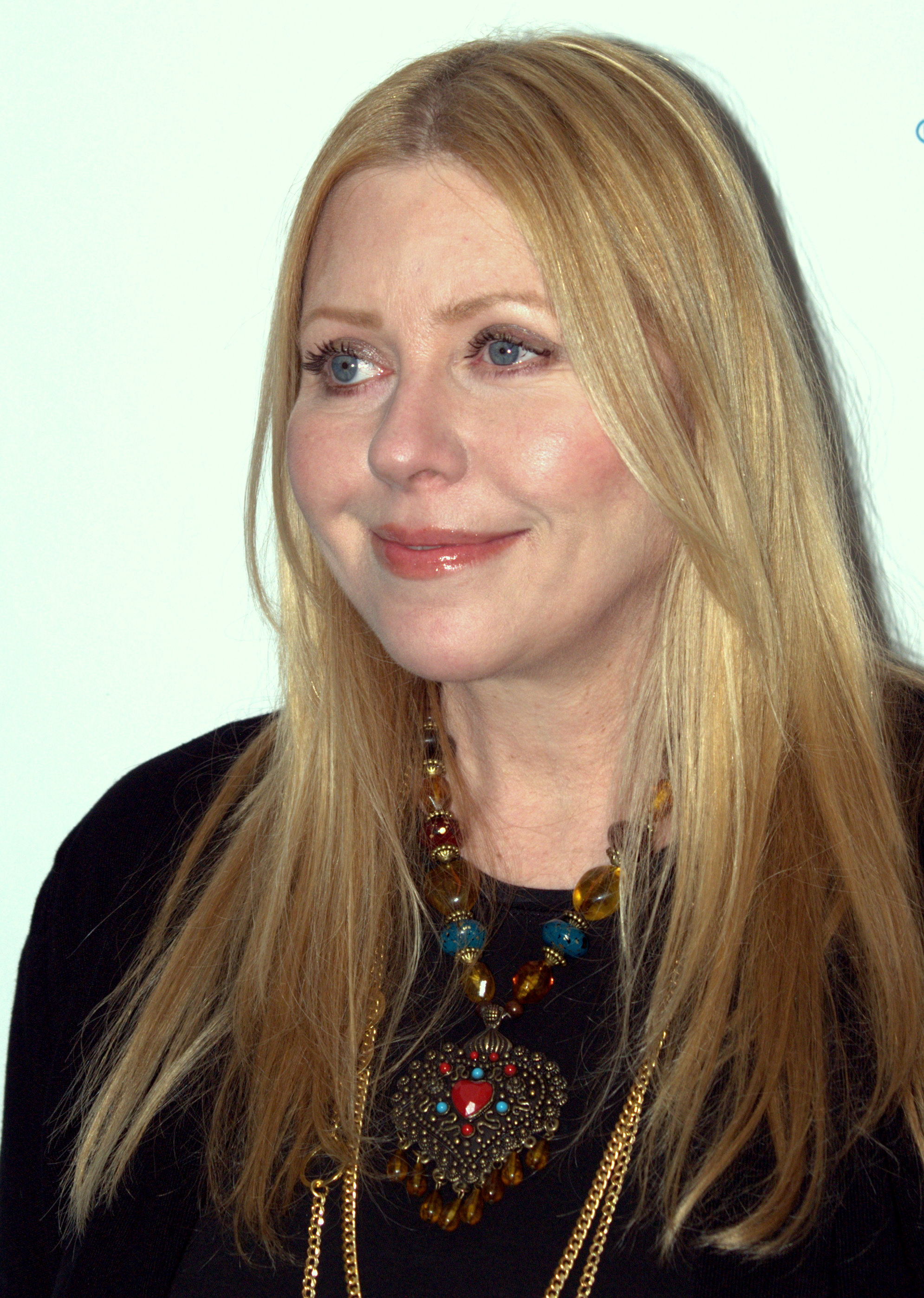
Bebe Buell (2009)

Playmates que van assolir la fama per raons a més de la seva aparició a Playboy són (amb la data de la seva aparició):
- Pamela Anderson (febrer de 1990), actriu
- Marina Baker (març de 1987), periodista, autora de llibres per nens, alcaldessa de Telscombe, East Sussex, Anglaterra
- Bebe Buell (novembre de 1974), autora i mare de Liv Tyler
- Lisa Dergan (juliol de 1998), portaveu de St. Pauli Girl i Guess? Jeans; també corresponent de Fox Sports.
- Daphne Duplaix (juliol de 1997), actriu
- Hope Dworaczyk (abril de 2009), presentadora de televisió i concursant a   Celebrity Apprentice
- Erika Eleniak (juliol de 1989), actriu
- Lindsey Gayle Evans (octubre de 2009), Miss Louisiana Teen USA 2008
- Tiffany Fallon (desembre de 2004), Miss Georgia USA 2001, model, actriu i concursant de The Apprentice (temporada).
- Lena Forsén (novembre de 1972), la seva imatge es convertiria més tard en una imatge de prova estàndard omnipresent en el camp del processament d'imatges digitals, on la imatge es coneix com a Lenna
- Claudia Jennings (novembre de 1969), actriu
- Scarlett Keegan (setembre de 2004), antiga model infantil, model d'impressió internacional i actriu.
- Connie Kreski (gener de 1968), actriu
- Angela Little (agost de 1998), actriu
- Jayne Mansfield (febrer de 1955), cantant i actriu
- Shae Marks (maig de 1994), actriu
- Jenny McCarthy (octubre de 1993), actriu, autora, còmica; Singled Out d'MTV
- Julie McCullough (febrer de 1986), l'actriu va interpretar a la mainadera "Julie Costello" en diversos episodis de Growing Pains fins que la van acomiadar per haver posat nua a Playboy.
- Shanna Moakler (desembre de 2001), Miss EUA 1995, exdona de Travis Barker, i coprotagonista del reality show Meet the Barkers
- Kelly Marie Monaco (abril de 1997), Premi Emmy - actriu nominada, guanyadora del reality show Dancing with the Stars a 2005, actriu de llarga trajectòria a Hospital General
- Cynthia Myers (desembre de 1968), actriu
- Janice Pennington (maig de 1971), model a The Price Is Right
- Brande Roderick (abril de 2000), actriu i concursant de The Apprentice (temporada 8)
- Shauna Sand (maig de 1996), actriu
- Nikki Schieler (setembre de 1997), actriu
- Anna Nicole Smith (maig de 1992), Model de texans, actriu, i més tard vídua d'un home de negocis [octogenari. La demanda per la seva herència va arribar a la Cort Suprema dels Estats Units.
- Victoria Silvstedt (desembre de 1996), supermodel sueca, actriu, presentadora de ràdio i televisió, cantant i antiga esquiadora de nivell nacional a Suècia.
- Martha Smith (juliol de 1973), actriu
- Stella Stevens (gener de 1960), actriu
- Dorothy Stratten (agost de 1979), actriu, la biografia de la qual fou retratada a Star 80 (1983) i a Death of a Centerfold: The Dorothy Stratten Story (1981)
- Linn Thomas (maig de 1997), primer model a aparèixer com a centenfold tant a Playboy com a Penthouse
- Jeana Tomasino ("Jeana Keough") (novembre de 1980), actriu, model, membre del repartiment original de The Real Housewives of Orange County
- Shannon Tweed (novembre de 1981), actriu coprotagonista del programa Gene Simmons Family Jewels
- Eugena Washington (desembre de 2015), model de moda, concursant d'America's Next Top Model (cicle 7)
- Kelly Wearstler ("Kelly Gallagher") (setembre de 1994), dissenyadora
- Teri Weigel (abril de 1986), intèrpret de pel·lícula per adults
- Victoria Zdrok (octubre de 1994), advocada, psicòloga clínica, terapeuta sexual; segon model que apareix al centerfold tant per Playboy com per Penthouse.

## Enllaços sxterns
- Playmate - Lloc web oficial
- Directori de playmates Arxivat 2020-02-29 a Wayback Machine.
- All playmates centerfolds